# Girolamo Lucchesini
Girolamo Lucchesini (født 7. maj 1751 i Lucca, død 20. oktober 1825 i Firenze) var en italiensk markis og preussisk diplomat. 
Lucchesini blev 1780 på d'Alemberts anbefaling kammerherre hos kong Frederik II og var medhjælper ved hans litterære arbejder. Fra 1787 brugtes han i diplomatiske sendelser, således til Polen 1789 ff.; viste sig som en snild underhandler, men også som rænkefuld og troløs. Han overtalte 1790 Polen til forbund med Preussen, overværede derefter kongressen i Reichenbach og var den vigtigste mægler ved fredsslutningen i Szistova 1791. Han fulgte 1792—1793 med
kongen på toget til Frankrig og 1794 til Polen, hvis sag han fuldstændig lod i stikken; øvede stor indflydelse på kong Frederik Vilhelm II og fremmede fredsslutningen i Basel. 1794—1797 var han preussisk sendemand i Wien og 1800—september 1806 i Paris, hvor han arbejdede for et godt forhold mellem Preussen og Frankrig, skønt han personlig nærede stor mistillid til Napoleon I og 1806 advarede sin regering mod dennes politik. Oktober 1806 underhandlede han om en præliminærfred, som Napoleon forkastede, og sluttede derefter i november en våbenstilstand, som kongen af Preussen afviste. Han fik derefter sin afsked, drog i februar 1807 til Italien og blev kammerherre hos Napoleons søster Elisa til 1814.